# Hoplandria okaloosa
Hoplandria okaloosa är en skalbaggsart som beskrevs av François Génier 1989. Hoplandria okaloosa ingår i släktet Hoplandria och familjen kortvingar. Inga underarter finns listade i Catalogue of Life.